# Hilmer Motorsport
Hilmer Motorsport é uma equipe alemã de automobilismo. Sua sede localiza-se em Niederwinkling.

## História
Fundada por Franz Hilmer em 2013, a equipe substituiu a Ocean Racing Technology, que não disputou a temporada da GP2 Series de 2013 por causa de problemas de pagamento com o governo português. 5 pilotos - Conor Daly, Pål Varhaug, Adrian Quaife-Hobbs, Robin Frijns e Jon Lancaster - disputaram o campeonato. Três deles conquistaram vitórias (Frijns, em Barcelona; Quaife-Hobbs, em Monza; e Lancaster foi quem mais venceu provas: 2, em Silverstone e Nürburgring, além de um terceiro lugar na feature race de Barcelona). Daly e Varhaug disputaram apenas as duas primeiras rodadas duplas.
Em 2014, foram contratados Daniel Abt e Facu Regalia para a disputa do campeonato. O alemão superou facilmente seu companheiro de equipe (27 pontos, contra nenhum do argentino). Jon Lancaster assumiu o carro #12 a partir de Silverstone, enquanto que o canadense Nicholas Latifi disputou apenas a rodada dupla de Abu Dhabi.
Paralelamente à GP2, a Hilmer participou também de seis provas da GP3 Series, tendo como pilotos o russo Ivan Taranov, o canadense Nelson Mason e a holandesa Beitske Visser.

## Pilotos
- Conor Daly (2013)
- Robin Frijns (2013)
- Adrian Quaife-Hobbs (2013)
- Pål Varhaug (2013)
- Jon Lancaster (2013, 2014)
- Daniel Abt (2014)
- Facu Regalia (2014)
- Nicholas Latifi (2014)
- Ivan Taranov (2014)
- Nelson Mason (2014)
- Beitske Visser (2014)